# Приморсько-Ахтарський район
Приморсько-Ахтарський район — район Краснодарського краю Росії. Розташований на Приазовсько-Кубанській рівнині, основний фон складають карбонатні передкавказькі чорноземи, в південній частині району поширені плавнево-болотяні солончакові ґрунти.
Приморсько-Ахтарський район знаходиться на південно-східному узбережжі Краснодарського краю, за 156 км на північний захід від Краснодару. Адміністративним центром району є місто Приморсько-Ахтарськ.
Територія району — 2503 км². Зайнято під ріллею — 77,9 тис. гектара (33 %), під водою 91,2 тис. гектарів (54,2 %). Населення району 60,2 тисяч осіб, зокрема сільського населення — 26,6 тис. осіб.

## Адміністративний поділ
Територія Приморсько-Ахтарського району складається з:
- 1 міське поселення
  - Приморско-Ахтарское міське поселення — центр місто Приморсько-Ахтарськ
- 8 сільських поселень
  - Ахтарське сільське поселення — центр селище Ахтарський
  - Бородинське сільське поселення — центр станиця Бородинська
  - Бриньковське сільське поселення — центр станиця Бриньковська
  - Новопокровськое сільське поселення — центр хутір Новопокровський
  - Ольгінське сільське поселення — центр станиця Ольгінська
  - Приазовське сільське поселення — центр станиця Приазовська
  - Свободне сільське поселення — центр хутір Свободний
  - Степне сільське поселення — центр станиця Степна

Загалом район складається з 35 населених пунктів.

## Ресурси Інтернет
- Приморсько-Ахтарський район (рос.)

| Росія | Це незавершена стаття з географії Росії. Ви можете допомогти проєкту, виправивши або дописавши її. |